# Соболєв Микола Володимирович
Микола Володимирович Соболєв (28 травня 1935, Ленінград — 25 березня 2022) — російський учений, доктор геолого-мінералогічних наук, фахівець в області петрології, академік Російської академії наук, син і учень академіка В.С. Соболєва.

## Біографія
Народився 28 травня 1935 року в місті Ленінграді.
У 1958 році закінчив геологічний факультет Львівського державного університету
З 1960 року працював в Інституті геології і геофізики CO АН СРСР (м. Новосибірськ). В 1972 році захистив дисертацію доктора геолого-мінералогічних наук.
29 грудня 1981 року обраний членом-кореспондентом АН СРСР. У 1985 році йому присвоєно звання професора. 15 грудня 1990 року обраний академіком АН СРСР.
У 1990-2006 роках працював директором Інституту мінералогії і петрографії ЗІ РАН.
Молодший брат — академік Олександр Володимирович Соболєв, геолог.

## Нагороди та звання
- 1976 — Ленінська премія — за цикл робіт з фаціям метаморфізму (спільно з В.С. Соболєвим, М. Л. Добрецовим, В.В. Ревердатто, В.В. Хлестовим)[3]
- 1982 — орден «Знак Пошани»[2]
- 1986 — заслужений діяч науки Якутської APCP
- 1989 — орден Трудового Червоного Прапора
- 1991 — Державна премія СРСР
- 1999 — Орден Дружби[4]
- 2007 — орден «За заслуги перед Вітчизною» IV ступеня — за заслуги в області дослідження, освоєння і використання Світового океану і великий внесок у зміцнення потенціалу Росії[5]
- 2007 — Премія імені А. Е. Ферсмана РАН — за цикл робіт «Роль глибинних мантійних флюїдів в утворенні алмазів»
- 2019 — Медаль Фрідріха Беке[6].

## Членство в організаціях
- 1993 — іноземний член Національної академії наук США.